# 大良美波子
大良美波子（发音：だいら みわこDaira Miwako）是一位日本编剧、推理小説作家，日本编剧协会成员，生于东京都，毕业于青山學院大學文学部。

## 生平
大良美波子出生于东京都，于青山學院大學文学部毕业后参与工作7年，之后成为一名编剧。1998年，她创作了电视剧《美少女H》的剧本首次亮相。2010年，她以笔名美輪宙写下《花螳螂的变身》（日语：ハナカマキリの変容）参加「這本推理小說真厲害！」大獎，进入最后一轮后没能获奖。之后此作品题为《花螳螂的祈祷》后出版。2010年，她以笔名美輪和音写下《貪婪之羊》，获得了第7届Mysteries!新人奖。